# 大腳腿 (臺南市)
大腳腿，是臺灣臺南市柳營區的一個傳統地域名稱，位於該區東部。相較於今日行政區，其範圍大致包括大農里不含西半葉北部、西南部與東半葉的東南端、篤農里南部邊界地帶。

## 名稱
一說是相傳日治時期航空照相時，飛行員於空中俯視村落宛若「美人腿」而得名；二為該地住民勤於耕作，以致腿部粗壯，而獲此名。另有研究指「大腳腿」係西拉雅族平埔語Toural的義譯。在玉井的斗六社（斗六仔）則取Toural（譯義為「大腳腿」），音譯成「斗六」。